# Kari Brattset

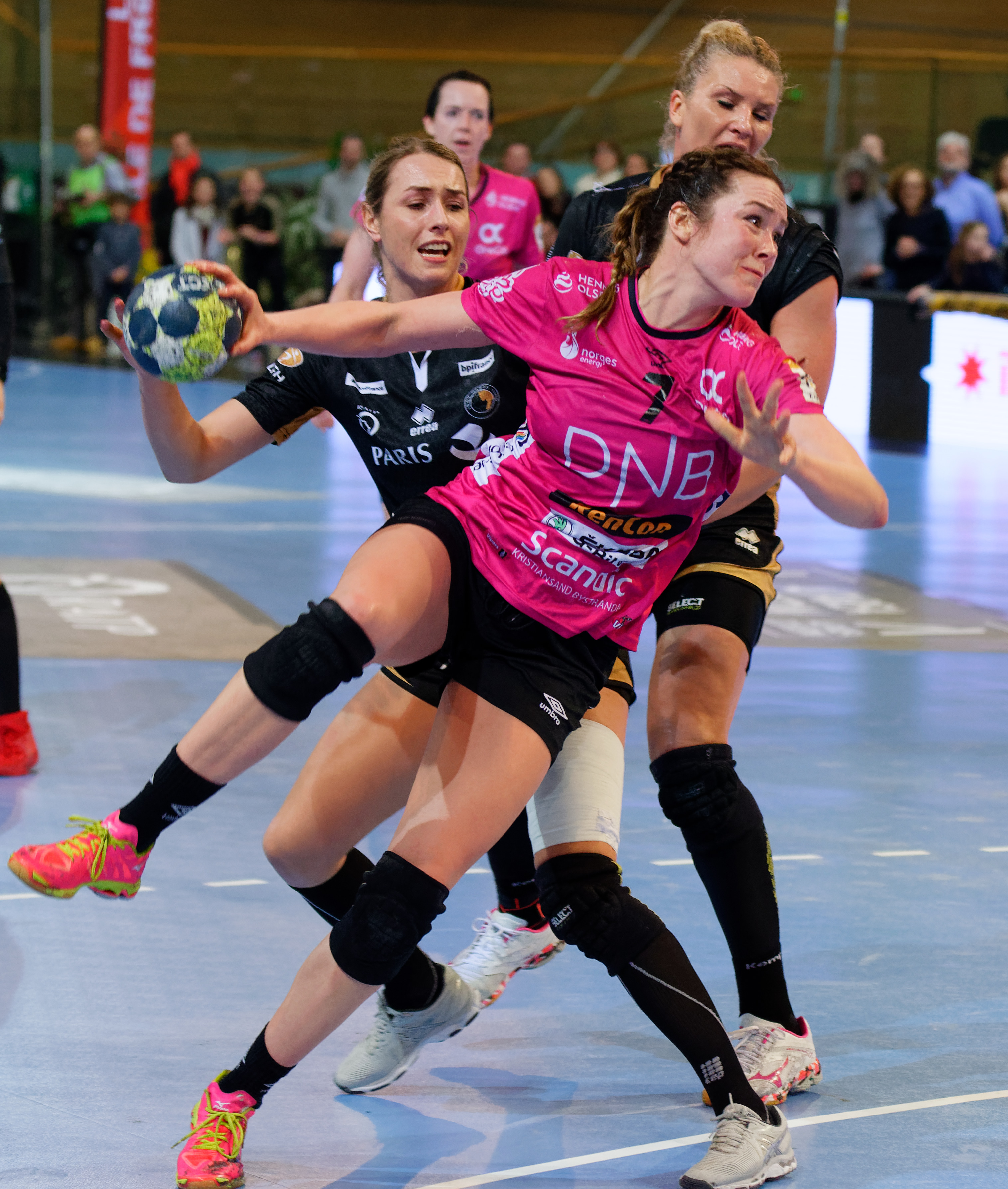
Lors de la coupe EHF, Issy Paris Hand/Vipers.
Le 03 février 2018.

Kari Brattset, née le 15 février 1991 à Fredrikstad, est une handballeuse internationale norvégienne qui évolue au poste de pivot.

## Biographie
Pour la saison 2018-2019, elle s'engage avec le club hongrois de Györ, vainqueur de la Ligue des champions 2017.

## Palmarès

### En équipe nationale
- finaliste du championnat du monde 2017
- vainqueur du championnat d'Europe 2020
- médaille de bronze aux Jeux olympiques de 2020 à Tokyo,  Japon
- vainqueur du championnat du monde 2021[2]

### En club
compétitions internationales
- vainqueur de la Ligue des champions en 2019 (avec Győri ETO KC)

compétitions nationales
- championne de Norvège en 2018 (avec Vipers Kristiansand)
- championne de Hongrie en 2019 (avec Győri ETO KC)
- vainqueur de la coupe de Norvège en 2018 (avec Vipers Kristiansand)
- vainqueur de la coupe de Hongrie en 2019 (avec Győri ETO KC)

### Distinctions individuelles
- élue meilleure joueuse du Championnat du monde 2021
- élue meilleure joueuse du Championnat de Norvège en 2018[3]
- élue meilleure pivot du Championnat de Norvège en 2014, 2016[4], 2017[5] et 2018[3]